# Jochen Summer
Jochen Summer (* 28. Mai 1977 in Dietersdorf) ist ein ehemaliger österreichischer Radrennfahrer.

## Sportliche Laufbahn
1999 war Summer auf einer Etappe der Internationalen Thüringen-Rundfahrt erfolgreich, bei der er auch die Punktewertung gewann. Dazu kam der Erfolg in der Internationalen Ernst-Sachs-Tour.
Jochen Summer begann seine Karriere als Radprofi im Jahr 2000 bei dem Schweizer Team Phonak Hearing Systems. Anfang 2001 wurde Summer für drei Monate gesperrt, weil bei ihm in einem nationalen Schweizer Radrennen im Dezember 2000 die verbotene Substanz Phentermin nachgewiesen wurde.
2002 wechselte er zu der österreichischen Mannschaft Volksbank-Ideal, wo er in seinem ersten Jahr die Punktewertung der Österreich-Rundfahrt für sich entscheiden konnte.
Ab 2004 fuhr Summer für das Professional Continental Team Elk Haus-Simplon. Im Frühjahr 2005 gewann er die Poreč Trophy in Kroatien. Später gewann er die siebte und letzte Etappe der Österreich-Rundfahrt, nachdem er vorher auf dem fünften Teilstück Dritter geworden war.
Im Juni 2009 beendete Summer seine Karriere als Aktiver.

## Familie
Er ist der Sohn des österreichischen Straßenmeisters Hans Summer (* 1951).

## Erfolge
1999
- Gesamtwertung Internationale Ernst-Sachs-Tour

2005
- Poreč Trophy
- eine Etappe Österreich-Rundfahrt